# Torymus pascuorum
Torymus pascuorum är en stekelart som beskrevs av Boucek 1994. Torymus pascuorum ingår i släktet Torymus och familjen gallglanssteklar. Inga underarter finns listade i Catalogue of Life.